# Salamanderfiskar
Salamanderfiskar (Porolepiformes) är en ordning fossil i underklassen lobfeniga fiskar ("kvastfeningar") som levde under Devon.
Namnet introducerades av den svenske paleontologen Erik Jarvik och kommer av Jarviks uppfattning att salamandrarna skulle ha uppstått ur denna fiskgrupp, medan övriga landryggradsdjur ansågs härstamma från de så kallade grodfiskarna (Osteolepiformes). De senare anses numera verkligen inkludera landryggradsdjurens förfäder, medan "salamanderfiskarna" i själva verket är närmast släkt med lungfiskarna och inte har gett upphov till salamandrar eller några andra landryggradsdjur. 
Jarvik hävdade att salamanderfiskarna hade inre näsborrar (choaner), något som under 2000-talet visats vara baserat på fossila artefakter. Jarviks teori om polyfyletiska landryggradsdjur vann aldrig internationellt erkännande, men presenterades flitigt som den rådande uppfattningen i svenska uppslagsböcker från 1900-talets andra hälft, såsom "Djurens värld" från 1960-talet.

## Utbredning
Av släktena förekom Holoptychius i nuvarande Europa (påträffad i Belgien, Norge och Ryssland) samt nuvarande Nordamerika (Quebec i Kanada och Pennsylvania i USA), Holoptychius i nuvarande USA (Ohio och Pennsylvania) samt Laccognathus endast  i en gruva i Zjeleznogorsk, Kursk oblast i Ryssland.

### Bokkällor
- Clement, G., 2001. Evidence for lack of choanae in the Porolepiformes. Journal of Vertebrate Paleontology, 21: 795–802.
- Hanström, Bertil (redaktör). 1962. Djurens Värld -en populärvetenskaplig framställning av djurens liv. Band 6, Fiskar; Band 7, Grod- och Kräldjur.
- Janvier , P., Early vertebrates. Oxford science publications. 1996, Oxford, New York: Clarendon Press; Oxford University Press.
- Jarvik, Erik. 1959. De tidiga fossila ryggradsdjuren. Svensk naturvetenskap 1959, s. 5-80. Naturvetenskapliga forskningsrådet.
- Jarvik, Erik. 1980. Basic structure and evolution of vertebrates. Vol. 1-2. Acedemic Press (London).